# La Golondrina
La Golondrina är en ort i Mexiko.   Den ligger i kommunen La Perla och delstaten Veracruz, i den sydöstra delen av landet, 220 km öster om huvudstaden Mexico City. La Golondrina ligger 1 577 meter över havet och antalet invånare är 463.
Terrängen runt La Golondrina är kuperad österut, men västerut är den bergig. Runt La Golondrina är det mycket tätbefolkat, med 1 361 invånare per kvadratkilometer. Närmaste större samhälle är Orizaba, 8,9 km söder om La Golondrina. Trakten runt La Golondrina består till största delen av jordbruksmark.